# Merops apiaster
El abejaruco europeo (Merops apiaster), también llamado abejaruco común o simplemente abejaruco, es una especie de ave coraciforme de la familia de los merópidos que habita en Eurasia y África.

## Taxonomía y sistemática
El abejaruco europeo fue descrito formalmente por el naturalista sueco Carlos Linneo en 1758 en la décima edición de su Systema naturae bajo su actual nombre binomial Merops apiaster. El nombre del género Merops es el griego antiguo para "comedor de abejas", y apiaster en latín también significa "comedor de abejas", de apis, "abeja".

## Descripción
Se caracteriza por la policromía de su plumaje. Mide entre 25 cm y 29 cm de largo, y una envergadura alar entre 36 y 40 centímetros. Pesa entre 50 y 70 gramos.
Se trata de un ave inconfundible, dada la multitud de colores que presenta: en el pecho, un azul, verdoso en el vientre, cabeza canela, cuello amarillo y la lista negra que adorna su ojo, pico típico de insectívoro, largo, fino y algo curvo.
En el año 1890 el naturalista Edward Perceval Wright realizó un estudio sobre la coloración de esta ave, llegando a la conclusión de que todos los colores, excepto el rojo, estaban presentes en su plumaje; el rojo no estaba presente en su plumaje, pero sí en el iris de los ojos de los ejemplares adultos.
Tienen una esperanza de vida de aproximadamente entre 5 y 10 años.

## Alimentación

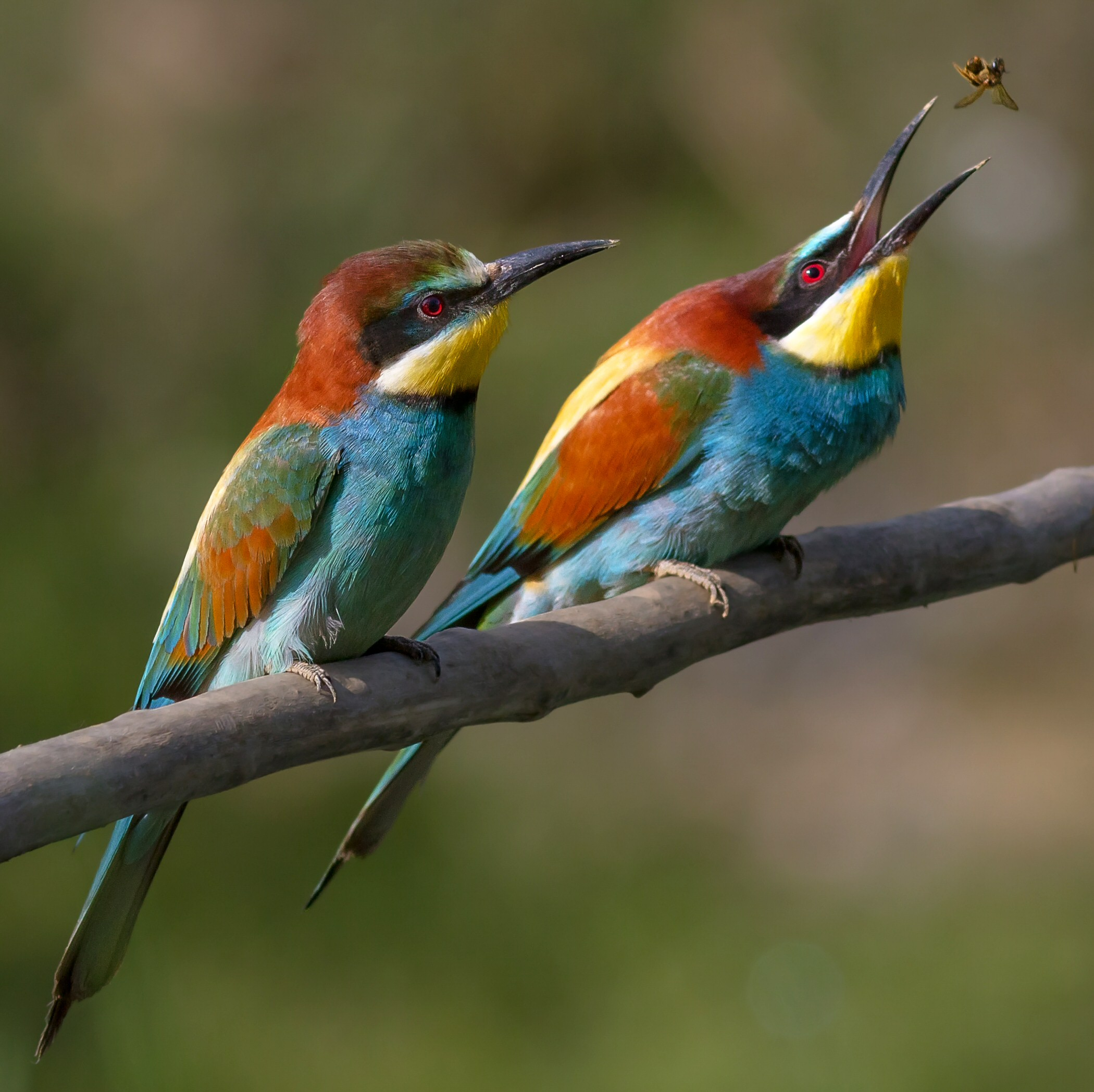
El abejaruco se especializa en comer abejas; un macho atrapa un regalo nupcial para su pareja.

Posee un agudo sentido de la vista que le permite distinguir una abeja a aproximadamente veinte metros.[cita requerida] Suele escrudiñar los alrededores desde una atalaya sobre la que se posa en busca de insectos. Cuando divisa alguno que pasa cerca, se lanza sobre el y lo pinza con el pico.
Sus presas preferidas son sobre todo abejas, pero no le desagrada ningún otro insecto volador: mariposas, libélulas, tábanos, avispas y abejorros. A estos últimos, una vez que los atrapa con el pico, los mata y después los golpea hasta que el aguijón se desprende para luego poderlos engullir.

## Distribución y hábitat
Es un ave migratoria que cría en Europa, el norte de África y el oeste de Asia y que se desplaza al África subsahariana en invierno. Está presente en la península ibérica en época estival, desde finales de marzo y hasta finales de septiembre. No está presente en alta montaña por encima de los 1.500 m .
Existen teorías de que es una especie de origen tropical,[cita requerida] debido sobre todo a la variedad de colorido, puesto que las aves de las zonas templadas presentan coloraciones más discretas adaptadas a una función de camuflaje, con algunas excepciones como el martín pescador, la carraca europea o la oropéndola. Esto habría sido posible gracias a su facilidad para colonizar nuevos territorios como cortes en el terreno de vías férreas, carreteras, etc.
Vive en zonas abiertas: cultivos, pastizales, con vegetación dispersa; que tengan cortados en las que pueda anidar.

## Comportamiento
Es un ave gregaria y sociable. Suele posarse a descansar en los cables de tendido eléctrico, casi nunca en el suelo. Posee un vuelo acrobático, con aleteos rápidos y planeos.

### Reproducción

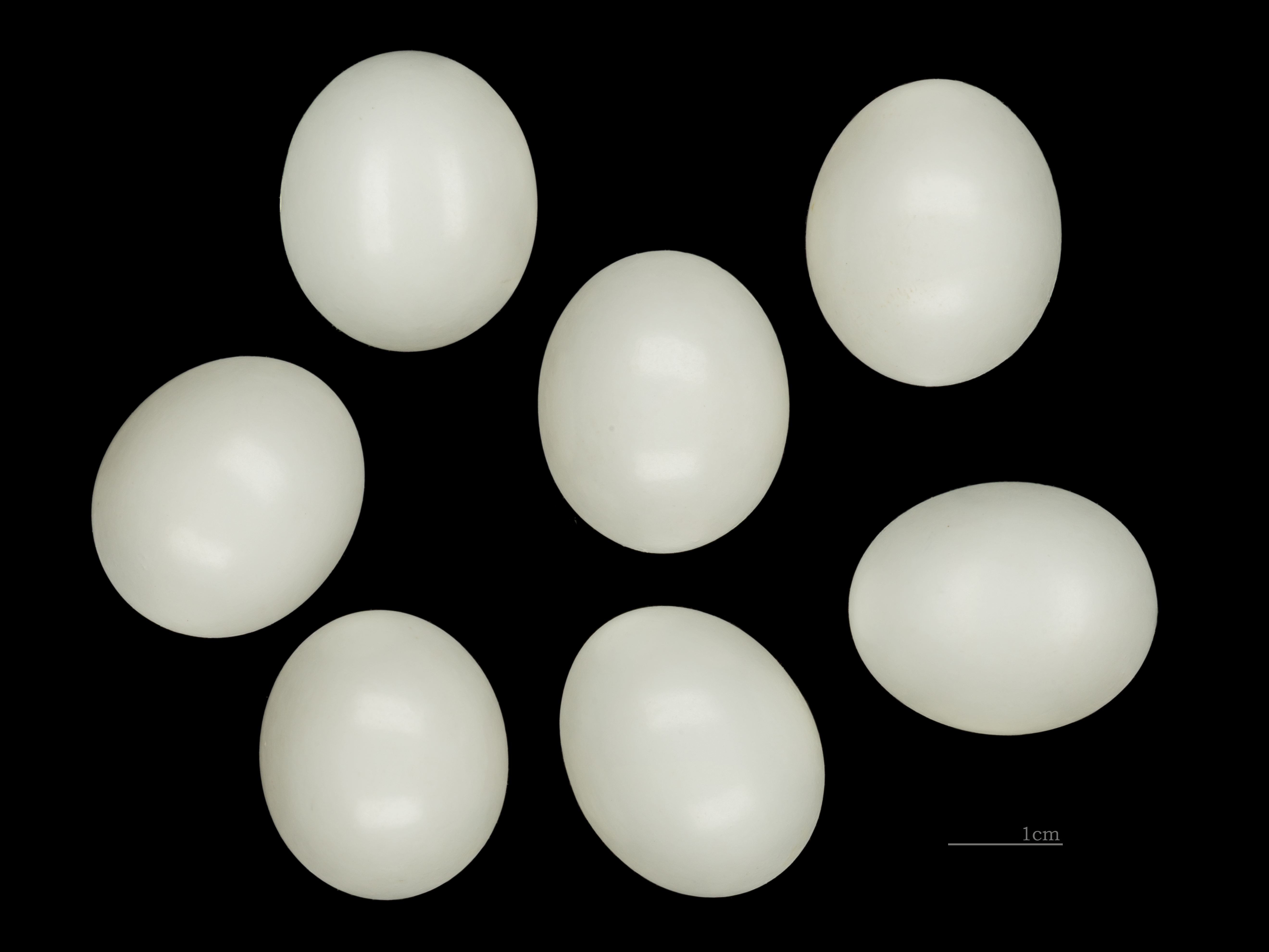
Merops apiaster - MHNT

Nidifica en los taludes del curso medio de los ríos y muy comúnmente en los taludes y terraplenes de las carreteras. Horada un agujero en la pendiente, de trayectoria oblicua de unos 20-30 grados respecto de la horizontal, que puede llegar a los 2 metros de longitud. Al final de dicho agujero acondiciona una pequeña cámara donde la hembra pone de 4 a 6 huevos blancos directamente en el suelo. El período de incubación varía entre 19 y 21 días.